# Laffing Sal

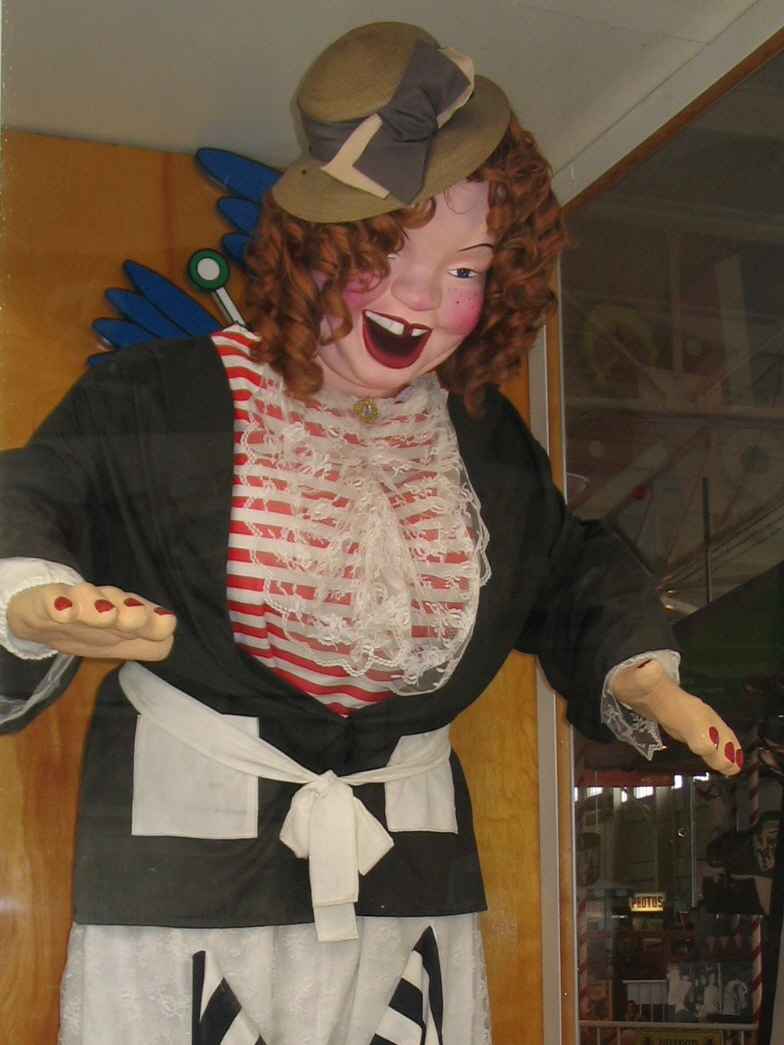
Laffing Sal du Musée Mécanique de San Francisco.

Laffing Sal, parfois appelé « Laughing Sal », est un personnage automate construit traditionnellement pour les palais du rire américains,. Son nom lui vient du rire rauque qui accompagne tout le temps ce personnage.

## Histoire
Construite à l'origine par la société Philadelphia Toboggan Company de Germantown dans les années 1930, il existait aussi d'autres personnages dont « Laffing Sam » et « Blackie the Barker » construit sur le même principe. La Philadelphia Toboggan Company sous-traitait la production de leurs Laffing Sal à la Old King Cole Papier Mache Company. Les automates étaient fait de papier mâché, rembourrés de crin de cheval sur une structure en acier avec tête, bras, mains et jambes amovibles, maintenus ensemble avec du tissu, des agrafes, des épingles, des clous, des boulons et des écrous. Ils portaient une perruque synthétique et avait toujours un écart sur les dents de devant. Imposants, ces automates faisaient en moyenne 6 pieds et 10 pouces de haut (environ 2 mètres), debout sur un socle dans lequel était placé le tourne-disque qui jouait le rire incessant du personnage. Le mouvement simple du personnage consistait à se pencher en avant en agitant les bras tout en riant.
L'histoire de Laffing Sal au Balboa Fun Zone, un petit parc d'attractions de Newport Beach (Californie), remonte aux années 1920. Lorsque Balboa Fun Zone voulu un Laffing Sal pour le placer au-dessus de l'entrée de leur Scary Dark Ride, ils contactèrent Funni-Frite Inc, qui avait encore les moules originaux de la tête et des mains de Laffing Sal. Le rire était enregistré à l'origine sur un disque 78 tours. Ce Laffing Sal est supprimé à la fermeture de l'attraction en 2005. L'automate avait coûté 360 $ en 1940 et a été estimé en 20 055 972 $. Le prix demandé en 1940 est de US $ 360, égal à 5 972 $.
Laffing Sal est souvent considéré comme l'un des précurseurs des audios-animatronique mis au point par Walt Disney Imagineering.

## Laffing Sal dans la culture populaire

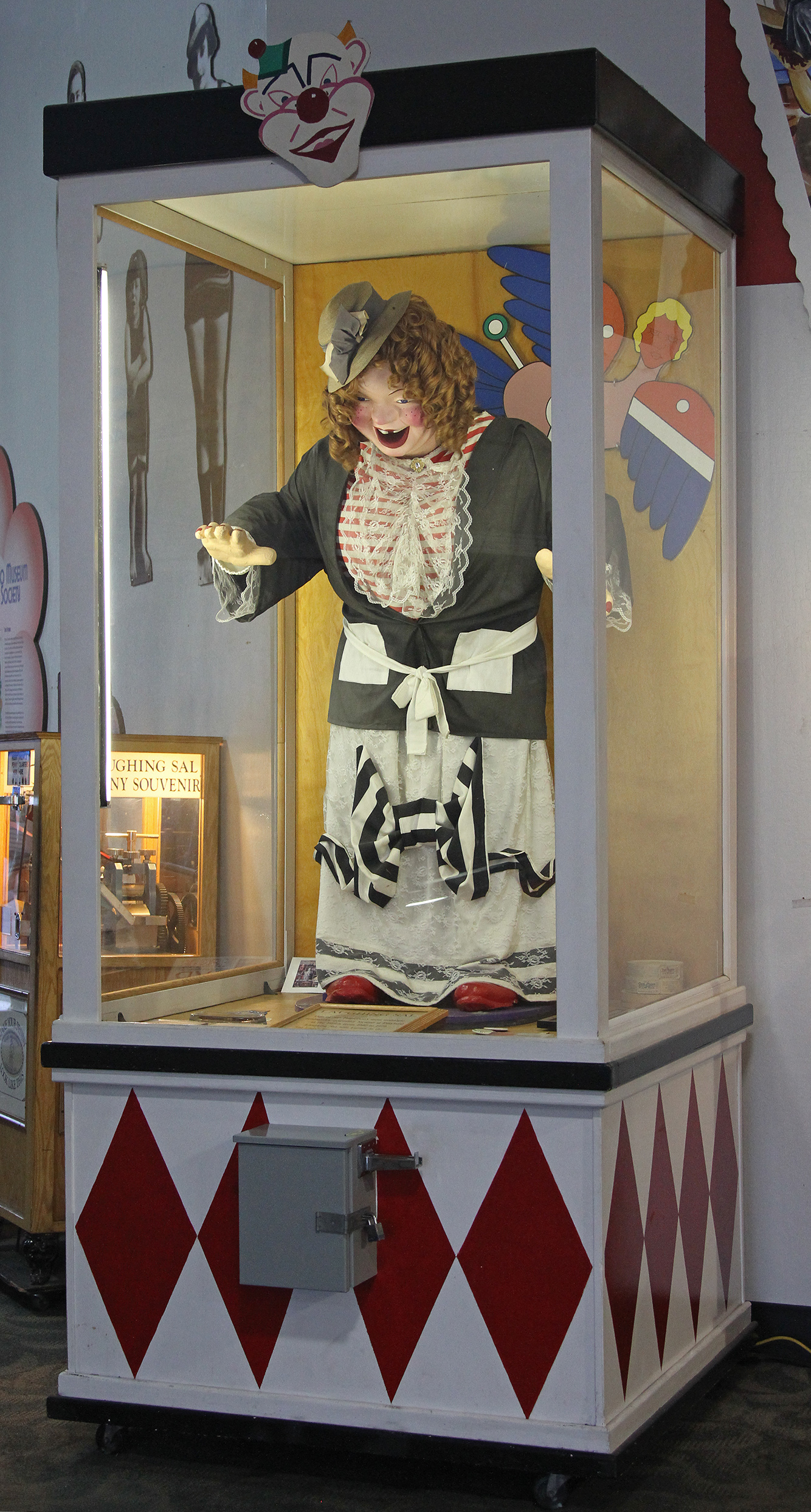
Laughing Sal dans une vitrine du Musée Mécanique de San Francisco.

- Un Laffing Sal apparait dans le film de 1953 J'ai vécu deux fois, qui a été tourné à sur la jetée d'Ocean Park[5].
- Laffing Sal fait une brève apparition dans Princesse malgré elle en 2001.
- Un enregistrement de « Laffing Sal » est utilisé dans In the Aeroplane over the Sea du groupe Neutral Milk Hotel.
- Laffing Sal est présenté en double dans le film Dans l'ombre de San Francisco de 1950 pendant la scène finale qui a été tournée dans le parc d'attractions Playland (San Francisco) (en) à Ocean Beach, San Francisco.
- Le film technicolor 3-D Gorilla At Large de 1954 comporte une apparition de Laffing Sal et Laffing Sam du parc d'attractions The Pike (alors appelé Nu-Pike) à Long Beach, Californie.
- Un épisode de The Magician avec Bill Bixby présente « Laffing Sal » situé au parc d'attraction Nu-Pike de Long Beach au début des années 1970.
- "Laffing Sal" est le sujet de la bande dessinée Zippy the Pinhead sorti en avril 1998.
- Laffing Sal apparait dans le numéro 5 de la série de DC Comics Gotham City Sirens.
- Laffing Sal est mentionné plusieurs fois dans la chanson Willie Mays Is Up At Bat, issu de l'album Temple Beautiful (2012) de Chuck Prophet.

## Localisations
- Balboa Fun Zone Scary Dark Ride à Newport Beach, Californie (Fermé en 2005)
- Buckeye Lake Park dans l'Ohio
- Crystal Beach Park (en) en Ontario, Canada
- Erieview Park à Cleveland, Ohio
- Euclid Beach Park à Cleveland, Ohio (Fermé en 1969)
- Hamid's Pier à Atlantic City, New Jersey
- Idora Park (en) à Youngstown, Ohio
- Jantzen Beach Amusement Park à Portland, Oregon
- Kennywood à Pittsburgh, Pennsylvanie
- Lakeside Amusement Park (en) à Denver, Colorado
- Memory Lane Arcade à Frankenmuth, Michigan (Fermé en 2004)
- Hunt's Pier (en) à Wildwood, New Jersey
- Au Musée Mécanique de San Francisco)
- Pacific Ocean Park à Santa Monica, Californie
- Palisades Amusement Park dans le New Jersey
- The Pike, Laff-in-the-Dark à Long Beach, Californie
- Playland at the Beach (en) à San Francisco (Fermé en 1972, un exemplaire est aujourd'hui exposé au Musée Mécanique, l'autre à Santa Cruz Beach Boardwalk)[1]
- Playland-Not-At-The-Beach à El Cerrito, Californie
- Revere Beach à Revere, Massachusetts
- Riverview Park (en) à Des Moines, Iowa (Laffing Sam)
- Santa Cruz Beach Boardwalk en Californie (de Playland at the Beach (en))[3]
- Seabreeze Amusement Park (en) à Rochester, New York
- Ocean View Amusement Park, « Laff In The Dark », Norfolk (Fermé en 1979)
- Silver Beach Amusement Park à Saint-Joseph, Michigan